# 風の物語
風の物語（The Divine Comedy）は、1994年に発売されたミラ・ジョヴォヴィッチのミラ名義で出されたファースト・アルバムである。原題は、ダンテ・アリギエーリの詩「神曲」に基づく。

## 収録曲
1. 異邦の歌 - "The Alien Song" - 4:45
2. 風の物語 - "Gentleman Who Fell" - 4:39
3. イッツ・ユア・ライフ - "It's Your Life" - 3:45
4. 見えない手 - "Reaching From Nowhere" - 4:10
5. チャーリー - "Charlie" - 4:10
6. ルビー・レイン - "Ruby Lane" - 4:36
7. バング・ユア・ヘッド - "Bang Your Head" - 3:23
8. クロック - "Clock" - 4:15
9. 消えゆく太陽 - "Don't Fade Away" - 5:43
10. すべて過去のこと - "You Did It All Before" - 3:58
11. イン・ア・グレイド - "In a Glade" - 2:27